# 蓋溫豪森巴赫河

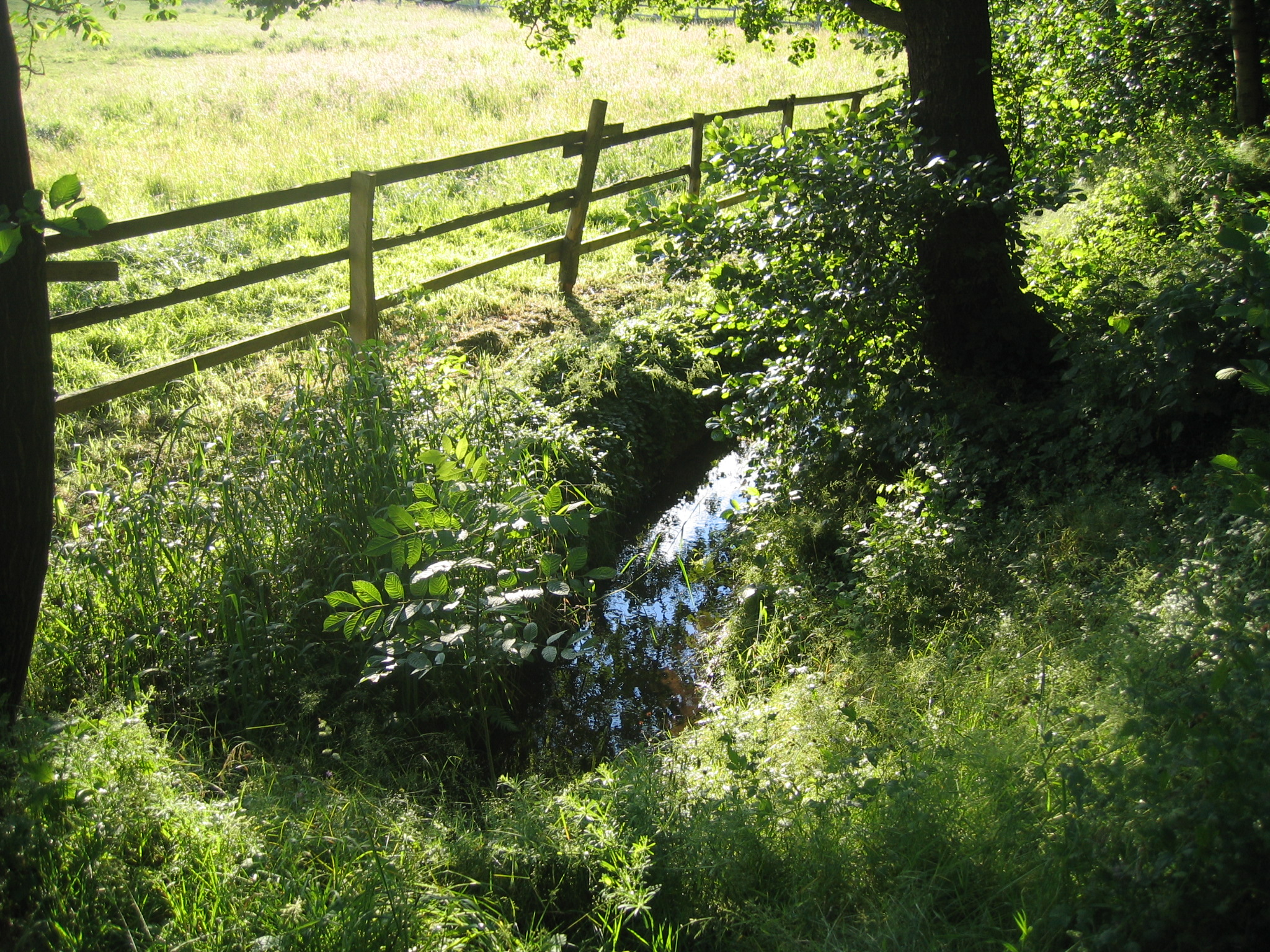

52°12′15″N 8°35′7″E / 52.20417°N 8.58528°E
蓋溫豪森巴赫河（德語：Gewinghauser Bach），是德國的河流，位於該國西部，流經北萊茵-威斯特法倫州，屬於埃爾瑟河的左支流，河道全長8.2公里，流域面積12.3平方公里。